# Edward McMillan-Scott
Edward McMillan-Scott, född 15 augusti 1949 i Cambridge, är en brittisk politiker och Europaparlamentariker, vald för Konservativa partiet, men sedan 2010 medlem av Liberaldemokraterna.
Han blev invald i Europaparlamentet 1999 och var vice talman mellan 2004 och 2009. Den 14 juli 2009 ställde han upp som en oberoende kandidat till en av de fjorton vice talmännen. Han blev invald tack vare stöd från andra partigrupper än hans egen partigrupp Gruppen Europeiska konservativa och reformister (ECR). McMillan-Scotts kandidatur resulterade i att ECR:s egen officiella kandidat, Michał Kamiński, misslyckades med att bli invald. McMillan-Scott uteslöts omedelbart ur partigruppen och 15 september även från partiet. Efter en period som partilös gick han med i Liberaldemokraterna 12 mars 2010.